# Le Dernier des Égyptiens
Le Dernier des Égyptiens est un roman de Gérard Macé paru le 4 janvier 1989 aux éditions Gallimard et ayant reçu la même année le prix France Culture.

## Éditions
- Le Dernier des Égyptiens, éditions Gallimard, coll. « Le Chemin », 1989  (ISBN 2070714705).